# Europamästerskapet i basket för damer 1962
Europamästerskapet i basket för damer 1962 spelades i Mulhouse, Frankrike och var den åttonde EM-basketturneringen som avgjordes för damer. Turneringen spelades mellan den 22 och 29 september 1962 och totalt deltog tio lag i turneringen där Sovjetunionen blev Europamästare före Tjeckoslovakien och Bulgarien, det var Sovjetunionens sjätte EM-guld.

## Kvalificerade länder
| - Frankrike (som arrangör) - Belgien - Bulgarien - Italien - Jugoslavien | - Polen - Rumänien - Sovjetunionen - Tjeckoslovakien - Ungern |

## Gruppspelet

### Spelsystem
De tio lagen som var med i EM var indelade i två grupper med fem lag i vardera. Alla lagen mötte alla en gång i sin grupp innan de två bästa lagen i varje grupp gick vidare till semifinalspel, medan de tre sämsta spelade placeringsmatcher om platserna fem till tio. Seger i en match gav två poäng och förlust gav en poäng.
|  | Laget spelade om plats 1-4  |
|  | Laget spelade om plats 5-10 |

### Grupp A
| Plats | Nation          | Spelade | Vinster | Förluster | Mål       | Målskillnad | Poäng |
| ----- | --------------- | ------- | ------- | --------- | --------- | ----------- | ----- |
| 1     | Sovjetunionen   | 4       | 4       | 0         | 268 – 148 | +120        | 8     |
| 2     | Tjeckoslovakien | 4       | 3       | 1         | 262 – 175 | +87         | 7     |
| 3     | Jugoslavien     | 4       | 2       | 2         | 171 – 188 | -17         | 6     |
| 4     | Ungern          | 4       | 1       | 3         | 176 – 252 | -76         | 5     |
| 5     | Italien         | 4       | 0       | 4         | 154 – 268 | -114        | 4     |

| 22 september 1962 kl 16:30 (CET) | Italien | 37 – 86 (8-42) Rapport | Tjeckoslovakien | Mulhouse |
| 22 september 1962 kl 16:30 (CET) |         |                        |                 | Mulhouse |

| 22 september 1962 kl 20:30 (CET) | Jugoslavien | 47 – 40 (20-16) Rapport | Ungern | Mulhouse |
| 22 september 1962 kl 20:30 (CET) |             |                         |        | Mulhouse |

| 23 september 1962 kl 15:00 (CET) | Tjeckoslovakien | 53 – 35 (29-19) Rapport | Jugoslavien | Mulhouse |
| 23 september 1962 kl 15:00 (CET) |                 |                         |             | Mulhouse |

| 23 september 1962 kl 16:30 (CET) | Sovjetunionen | 77 – 31 (39-11) Rapport | Italien | Mulhouse |
| 23 september 1962 kl 16:30 (CET) |               |                         |         | Mulhouse |

| 24 september 1962 kl 15:00 (CET) | Jugoslavien | 39 – 52 (20-31) Rapport | Sovjet | Mulhouse |
| 24 september 1962 kl 15:00 (CET) |             |                         |        | Mulhouse |

| 24 september 1962 kl 16:30 (CET) | Ungern | 52 – 74 (24-41) Rapport | Tjeckoslovakien | Mulhouse |
| 24 september 1962 kl 16:30 (CET) |        |                         |                 | Mulhouse |

| 25 september 1962 kl 15:00 (CET) | Sovjetunionen | 88 – 29 (41-13) Rapport | Ungern | Mulhouse |
| 25 september 1962 kl 15:00 (CET) |               |                         |        | Mulhouse |

| 25 september 1962 kl 20:30 (CET) | Italien | 43 – 50 (22-22) Rapport | Jugoslavien | Mulhouse |
| 25 september 1962 kl 20:30 (CET) |         |                         |             | Mulhouse |

| 26 september 1962 kl 16:30 (CET) | Ungern | 55 – 43 (23-12) Rapport | Italien | Mulhouse |
| 26 september 1962 kl 16:30 (CET) |        |                         |         | Mulhouse |

| 26 september 1962 kl 22:00 (CET) | Tjeckoslovakien | 49 – 51 (21-22) (Förlängning: 6-8) Rapport | Sovjetunionen | Mulhouse |
| 26 september 1962 kl 22:00 (CET) |                 |                                            |               | Mulhouse |

### Grupp B
| Plats | Nation    | Spelade | Vinster | Förluster | Mål       | Målskillnad | Poäng |
| ----- | --------- | ------- | ------- | --------- | --------- | ----------- | ----- |
| 1     | Bulgarien | 4       | 4       | 0         | 236 – 142 | +94         | 8     |
| 2     | Rumänien  | 4       | 3       | 1         | 202 – 162 | +40         | 7     |
| 3     | Polen     | 4       | 2       | 2         | 183 – 165 | +18         | 6     |
| 4     | Frankrike | 4       | 1       | 3         | 165 – 207 | -42         | 5     |
| 5     | Belgien   | 4       | 0       | 4         | 145 – 255 | -110        | 4     |

| 22 september 1962 kl 15:00 (CET) | Polen | 52 – 25 (26-18) Rapport | Belgien | Mulhouse |
| 22 september 1962 kl 15:00 (CET) |       |                         |         | Mulhouse |

| 22 september 1962 kl 22:00 (CET) | Bulgarien | 55 – 26 (33-6) Rapport | Frankrike | Mulhouse |
| 22 september 1962 kl 22:00 (CET) |           |                        |           | Mulhouse |

| 23 september 1962 kl 20:30 (CET) | Frankrike | 42 – 58 (19-33) Rapport | Polen | Mulhouse |
| 23 september 1962 kl 20:30 (CET) |           |                         |       | Mulhouse |

| 23 september 1962 kl 22:00 (CET) | Rumänien | 42 – 44 (23-27) Rapport | Bulgarien | Mulhouse |
| 23 september 1962 kl 22:00 (CET) |          |                         |           | Mulhouse |

| 24 september 1962 kl 20:30 (CET) | Belgien | 44 – 54 (21-28) Rapport | Frankrike | Mulhouse |
| 24 september 1962 kl 20:30 (CET) |         |                         |           | Mulhouse |

| 24 september 1962 kl 22:00 (CET) | Polen | 35 – 38 (19-20) Rapport | Rumänien | Mulhouse |
| 24 september 1962 kl 22:00 (CET) |       |                         |          | Mulhouse |

| 25 september 1962 kl 16:30 (CET) | Rumänien | 72 – 40 (39-20) Rapport | Belgien | Mulhouse |
| 25 september 1962 kl 16:30 (CET) |          |                         |         | Mulhouse |

| 25 september 1962 kl 22:00 (CET) | Bulgarien | 60 – 38 (25-18) Rapport | Polen | Mulhouse |
| 25 september 1962 kl 22:00 (CET) |           |                         |       | Mulhouse |

| 26 september 1962 kl 15:00 (CET) | Belgien | 36 – 77 (17-37) Rapport | Bulgarien | Mulhouse |
| 26 september 1962 kl 15:00 (CET) |         |                         |           | Mulhouse |

| 26 september 1962 kl 20:30 (CET) | Frankrike | 43 – 50 (19-21) (Förlängning: 5-12) Rapport | Rumänien | Mulhouse |
| 26 september 1962 kl 20:30 (CET) |           |                                             |          | Mulhouse |

## Placeringsmatcher

### Match om 9:e plats
| 28 september 1962 kl 15:00 (CET) | Italien | 32 – 27 (20-13) Rapport | Belgien | Mulhouse |
| 28 september 1962 kl 15:00 (CET) |         |                         |         | Mulhouse |

### Match om 7:e plats
| 28 september 1962 kl 16:30 (CET) | Ungern | 66 – 60 (34-24) Rapport | Frankrike | Mulhouse |
| 28 september 1962 kl 16:30 (CET) |        |                         |           | Mulhouse |

### Match om 5:e plats
| 29 september 1962 kl 15:00 (CET) | Jugoslavien | 52 – 44 (29-23) Rapport | Polen | Mulhouse |
| 29 september 1962 kl 15:00 (CET) |             |                         |       | Mulhouse |

## Slutspel

### Semifinaler
| 28 september 1962 kl 20:00 (CET) | Bulgarien | 51 – 54 (26-24) Rapport | Tjeckoslovakien | Mulhouse |
| 28 september 1962 kl 20:00 (CET) |           |                         |                 | Mulhouse |

| 28 september 1962 kl 20:30 (CET) | Sovjetunionen | 69 – 29 (31-15) Rapport | Rumänien | Mulhouse |
| 28 september 1962 kl 20:30 (CET) |               |                         |          | Mulhouse |

### Bronsmatch
| 29 september 1962 kl 16:30 (CET) | Bulgarien | 48 – 36 (29-8) Rapport | Rumänien | Mulhouse |
| 29 september 1962 kl 16:30 (CET) |           |                        |          | Mulhouse |

### Final
| 29 september 1962 kl 20:30 (CET) | Tjeckoslovakien | 46 – 63 (20-39) Rapport | Sovjetunionen | Mulhouse |
| 29 september 1962 kl 20:30 (CET) |                 |                         |               | Mulhouse |

| Europamästare: Sovjetunionens sjätte EM-titel |

## Slutplaceringar
| 1  | Sovjetunionen   |
| 2  | Tjeckoslovakien |
| 3  | Bulgarien       |
| 4  | Rumänien        |
| 5  | Jugoslavien     |
| 6  | Polen           |
| 7  | Ungern          |
| 8  | Frankrike       |
| 9  | Italien         |
| 10 | Belgien         |